# Hallfreðar saga
Die Hallfreðar saga vandræðaskálds (dt. Titel: Hallfred der Königsskalde, Die Geschichte von Hallfred, dem schwierigen Skalden, Die Saga von Hallfreð dem Schwierigen) ist eine Isländersaga aus dem 13. Jahrhundert. Sie gehört zur ältesten Gruppe dieser Gattung der altwestnordischen Sagaliteratur und ist in den Sammelhandschriften Möðruvallabók (AM 132 fol., Mitte 14. Jahrhundert) und Flateyjarbók (GkS 1005 fol., spätes 14. Jahrhundert) sowie ferner unter anderem in AM 61, fol. (um oder nach 1350) und AM 557, 4° (vor oder um 1450) überliefert. Die überlieferten Versionen weisen inhaltliche Unterschiede auf. Die Saga behandelt das Leben des Skalden Hallfreðr Óttarson. Sie gehört zu den sechs Skaldenbiographien.

## Handlung
Die Haupthandlung hat verschiedene Erzählstränge, die durch die Person Hallfreðrs zusammengehalten werden. Sie ergeben sich einerseits durch Hallfreðrs Erlebnisse außerhalb von Island, bei denen seine Beziehung zu König Ólafr Tryggvasson (gest. 1000) und sein Glaubenswechsel den Mittelpunkt bilden, andererseits aber auch durch seine Erlebnisse auf Island, wo die Beziehung zu Kolfinna das Bindeglied ist. Beide Haupthandlungsstränge sind nicht wirklich miteinander verknüpft und beeinflussen sich gewöhnlich auch nicht gegenseitig. Erst am Ende der Saga, als Hallfreðr nicht zum Holmgang gegen Gris erscheint und in seiner Sterbeszene kommt es zu einer Überschneidung. Mit Blick auf die Gesamthandlung ist König Ólafr als Bezugsfigur eindeutig für Hallfreðr wichtiger als Kolfinna.

## Bezüge zu anderenIsländersagas
- Der Handlungsablauf der Hallfreðar saga weist einige Parallelen zur Kormáks saga auf. Während aber die Liebesbeziehung Kormákrs zu Steingerdr dort der entscheidende Handlungsmodus ist, bildet bei Hallfreðrs seine Beziehung zu König Ólafr den eigentlichen Handlungsfokus.
- Hallfreðr kommt auch in der Gunnlaugr Ormstungas saga vor und ist außerdem ein Vorbild für die Figur des dortigen Skalden Gunnlaugr. (Allerdings kommt dieser im Gegensatz zu Hallfreðr als wesentlich gefälligere Figur rüber.)
- Als loyaler Gefolgsmann eines norwegischen Königs ist Hallfreðr auch eine Gegenfigur zu Egill Skallagrímsson, dessen Kampf gegen norwegische Könige die Handlung der Egils saga wesentlich bestimmt.
- Verbindungen gibt es zur Vatnsdœla saga und zur Finnboga saga ramma, das Vatndalr ist der isländische Hauptschauplatz der drei Sagas und die Familien von Hallfreðr und Finnbogi haben Konflikte mit den Ingimundsöhnen, jener Familie, um die es in der Vatnsdœla saga geht[4].

## Historizität
Hallfreðr Óttarson vandræðaskáld (gest. um 1007) gilt als historische Figur. Lausavísur (dt. lose Strophen), die ihm zugeschrieben werden, sind in den Skáldskaparmál von Snorri Sturluson überliefert, in dessen Heimskringla wird er ausdrücklich als Skalde des norwegischen Königs Óláfr Tryggvason genannt. Überliefert ist außerdem die Erfidrápa Óláfs Tryggvasonar, deren Entstehung auch in der Saga Erwähnung findet.

## Übersetzungen
- Hallfred der Königsskalde. In: Vier Skaldengeschichten, 1923, Bd. 9 (Sammlung Thule, Altnordische Dichtung und Prosa, Bde. 1–24, herausgegeben von Felix Niedner und Gustav Neckel, Jena, 1912–1930).
- Die Saga von Hallfred dem schwierigen Skalden. In: F. Seewald (Hrsg.), Skaldensagas, Frankfurt 1981.
- Die Saga von Hallfreð dem Schwierigen / Hallfreðar saga vandræðaskálds. In: Klaus Böldl, Andreas Vollmer, Julia Zernack (Hrsg.): Die Isländersagas in 4 Bänden mit einem Begleitband. Fischer Verlag, Frankfurt am Main 2011, ISBN 978-3-10-007629-8. Bd. 3. S. 7–53.

## Sekundärliteratur
- Claudia Müller, Erzähltes Wissen. Die Isländersagas in der Möðruvallabók (AM 132 fol.) (= Texte und Untersuchungen zur Germanistik und zur Skandinavistik, Bd. 47; zugl. Bonn, Univ.Diss., 1999), P. Lang, Frankfurt am Main, 2001.
- Hallfreðar saga vandræðaskálds. In: Kindlers Neues Literaturlexikon. Studienausgabe. München, 1988. Bd. 18, S. 695f.
- Jónas Kristjánsson, Eddas und Sagas. Die mittelalterliche Literatur Islands. Übertragen von Magnús Pétursson und Astrid van Nahl, H. Buske, Hamburg, 1994, S. 233f., S. 236–239.
- Kurt Schier, Sagaliteratur. Sammlung Metzler, Bd. 78 Realienbücher für Germanisten. Metzler, Stuttgart 1970.
- Rudolf Simek, Hermann Pálsson: Lexikon der altnordischen Literatur (= Kröners Taschenausgabe. Band 490). Kröner, Stuttgart 1987, ISBN 3-520-49001-3.